# تیری پام
 تیری پام (انگلیسی: Thierry Pham؛ زاده ۲۸ آوریل ۱۹۶۲) یک تنیس‌باز اهل فرانسه است.